# Podalonia
Podalonia Fernald, 1927 è un genere di insetti apoidei appartenente alla famiglia Sphecidae.

## Tassonomia
Il genere è formato da 66 specie:
- Podalonia affinis (W. Kirby, 1798)
- Podalonia afghanica Balthasar, 1957
- Podalonia albohirsuta (Tsuneki, 1971)
- Podalonia alpina (Kohl, 1888)
- Podalonia altaiensis (Tsuneki, 1971)
- Podalonia andrei (F. Morawitz, 1889)
- Podalonia argentifrons (Cresson, 1865)
- Podalonia argentipilis (Provancher, 1887)
- Podalonia aspera (Christ, 1791)
- Podalonia atriceps (F. Smith, 1856)
- Podalonia atrocyanea (Eversmann, 1849)
- Podalonia caerulea Murray, 1940
- Podalonia canescens (Dahlbom, 1843)
- Podalonia caucasica (Mocsáry, 1883)
- Podalonia chalybea (Kohl, 1906)
- Podalonia clypeata Murray, 1940
- Podalonia compacta Fernald, 1927
- Podalonia dispar (Taschenberg, 1869)
- Podalonia ebenina (Spinola, 1839)
- Podalonia erythropus (F. Smith, 1856)
- Podalonia fera (Lepeletier de Saint Fargeau, 1845)
- Podalonia flavida (Kohl, 1901)
- Podalonia gobiensis (Tsuneki, 1971)
- Podalonia gulussa (Morice, 1900)
- Podalonia harveyi (de Beaumont, 1967)
- Podalonia hirsuta (Scopoli, 1763)
- Podalonia hirsutaffinis (Tsuneki, 1971)
- Podalonia hirticeps (Cameron, 1889)
- Podalonia kansuana Li & Yang, 1992
- Podalonia kaszabi (Tsuneki, 1971)
- Podalonia kozlovii (Kohl, 1906)
- Podalonia luctuosa (F. Smith, 1856)
- Podalonia luffii (E. Saunders, 1903)
- Podalonia marismortui (Bytinski-Salz in de Beaumont & Bytinski-Salz, 1955)
- Podalonia mauritanica (Mercet, 1906)
- Podalonia melaena Murray, 1940
- Podalonia mexicana (de Saussure, 1867)
- Podalonia mickeli Murray, 1940
- Podalonia minax (Kohl, 1901)
- Podalonia moczari (Tsuneki, 1971)
- Podalonia montana (Cameron, 1888)
- Podalonia nigrohirta (Kohl, 1888)
- Podalonia occidentalis Murray, 1940
- Podalonia parallela Murray, 1940
- Podalonia parvula Li & Yang, 1992
- Podalonia pilosa Li & Yang, 1995
- Podalonia pubescens Murray, 1940
- Podalonia pulawkii Dulfuss, 2010
- Podalonia puncta Murray, 1940
- Podalonia pungens (Kohl, 1901)
- Podalonia robusta (Cresson, 1865)
- Podalonia rothi (de Beaumont, 1951)
- Podalonia schmiedeknechti (Kohl, 1898)
- Podalonia sericea Murray, 1940
- Podalonia sheffieldi (R. Turner, 1918)
- Podalonia sonorensis (Cameron, 1888)
- Podalonia tydei (Le Guillou, 1841)
- Podalonia valida (Cresson, 1865)
- Podalonia violaceipennis (Lepeletier de Saint Fargeau, 1845)
- Podalonia yunnana Li & Yang, 1992

In Italia sono presenti le specie P. affinis, P. alpina, P. fera, P. hirsuta e P. tydei.